# Acció Catalana
Acció Catalana (Katalánská akce) bylo katalánské hnutí činné v dvacátých a na začátku třicátých let 20. století. Hnutí vzniklo roku 1922 a spojovalo prvky Joventut Nacionalista, regionálních svazů a bývalé členy Federal Unió Republicana Nacionalista a nezáislých mladých intelektuálů. První ústřední výbor tvořili Jaume Bofill i Mates, Lluis Nicolau d'Olwer, Antoni Rovira i Virgili, Carlos Jordán, Ramon d'Abadal i Vinyals a Leandre Cervera.
V roce 1923 uzavřela strana s baskickými a galickými nacionalisty pakt nazývaný „Trojitá aliance“. V roce 1927 opustila hnutí silně levicová skupina vedena Antoniem Roviraem i Virgilem a založila stranu Acció Republicana de Catalunya.
V roce 1930 po skončení režimu Prima de Rivery podepsal zástupce strany Manuel Carrasco Formiguera tzv. San Sebastiánský pakt. Lluís Nicolau d'Olwer se na začátku druhé španělské republiky za stranu dostal do Provizorního španělského parlamentu. V březnu roku 1931 se strana sloučila se stranou Acció Republicana de Catalunya a dohromady vytvořily stranu Accio Catalana Republicana.